# Antonín Janda (politik)
Antonín Janda (2. září 1909 - ???) byl český a československý politik Československé strany socialistické a poúnorový poslanec Národního shromáždění ČSSR.

## Biografie
Ve volbách roku 1960 byl zvolen za ČSS do Národního shromáždění ČSSR za Jihočeský kraj. V parlamentu setrval až do konce volebního období parlamentu, tedy do voleb roku 1964.